# Coupe de Belgique féminine de handball 1990-1991
Navigation
Coupe de Belgique 1989-1990 Coupe de Belgique 1991-1992
La Coupe de Belgique féminine de handball 1990-1991 est la 11e édition de cette compétition organisée par l'Union royale belge de handball (URBH)

## Résultats

### Huitièmes de finale
| Club                   | Résultat | Club                | Lieu                |
| ---------------------- | -------- | ------------------- | ------------------- |
| DHC Neerpelt           | -        | Initia HC Hasselt T | Neerpelt            |
| Sporta Evere           | 8-13     | DHC Overpelt        | Evere               |
| KV Sasja HC Hoboken    | -        | HCE Tongeren        | Anvers              |
| H.Villers 59           | -        | KBC Haachtse HK     | Villers-le-Bouillet |
| Fémina Liège           | -        | Fémina Visé         | Flémalle            |
| HC Raeren 76           | -        | HC Eyantten         | Raeren              |
| STHV Juventus Melveren | -        | HV Arena Hechtel    | Saint-Trond         |
| KTSV Eupen             | -        | RAC Flémalle        | Eupen               |

### Quarts de finale
| Club                | Résultat | Club | Lieu |
| ------------------- | -------- | ---- | ---- |
| résultats inconnus. |          |      |      |

### Demi-finales
| Club                   | Résultat | Club                | Lieu        |
| ---------------------- | -------- | ------------------- | ----------- |
| RAC Flémalle           | 6-19     | Fémina Visé         | Flémalle    |
| STHV Juventus Melveren | 11-24    | Initia HC Hasselt T | Saint-Trond |

### Finale
| 18 mai 1991 | Initia HC Hasselt T          | 23 - 15 | Fémina Visé | Herstal, La Ruche |
| 18 mai 1991 | (11-12)                      |         |             | Herstal, La Ruche |
| 18 mai 1991 | Rapport (archives lesoir.be) |         |             | Herstal, La Ruche |

## Vainqueur
| Coupe de Belgique féminine de handball 1990-1991 Initia HC Hasselt 7e titre |